# Poentunnel
De Poentunnel is de bijnaam van de voetgangerstunnel, die uitsluitend bestemd was voor bankpersoneel, onder het water van de Keizersgracht in Amsterdam-Centrum en een rechtstreekse ondergrondse verbinding vormde tussen de voormalige bankgebouwen De Bazel en de Vijzelbank aan de Vijzelstraat. De tunnel is 3,5 meter breed en 50 meter lang en aan beide zijden met trappen maar ook met een lift met de gebouwen verbonden. Bij de bouw werd de tunnel ook wel de Keizerssnede genoemd. De naam Poentunnel was mogelijk een variatie op de negen jaar eerder geopende Coentunnel.
De tunnel is gebouwd in de periode 1974-1975. De directie van de Algemene Bank Nederland waarvan het hoofdkantoor destijds in beide gebouwen gevestigd was greep de aanleg van een nieuw hoofdriool in de Keizersgracht aan om een loopverbinding tussen het bestaande bankgebouw De Bazel en het nieuwe bankgebouw van Duintjer te realiseren. De directie zetelde in het oude gebouw, dat geen parkeergarage had, en de tunnel bood een overdekte verbinding met de garage in het nieuwe gebouw. In tegenstelling tot wat de naam doet vermoeden, werd de tunnel niet gebruikt voor het transport van geld tussen de beide bankgebouwen.
Na het vertrek in 1999 uit De Bazel van (sinds 1990) de ABN-AMRO was de tunnel aan de noordzijde dichtgemetseld en is verder buiten gebruik maar nog wel open vanaf de zuidzijde. De verwachting was dat woningbouwvereniging Stadgenoot, nu eigenaar van het andere kantoor, de tunnel ook zou afsluiten. Er werden echter ook voorstellen gedaan om er een attractie in te openen, bijvoorbeeld dat de bezoekers er door glazen wanden de visstand kunnen bekijken in het water van de Keizersgracht.
Tijdens de Open Monumentendagen op 14 en 15 september 2024 bestond de mogelijkheid de tunnel vanuit gebouw De Bazel te bezoeken. De muur die de tunnel sinds twee decennia afsloot was verwijderd. Na zo’n 25 jaar afsluiting kon er weer door de tunnel worden gelopen. Er kwamen zo’n 1.500 bezoekers die veelal uren in de rij stonden om naar binnen te kunnen.

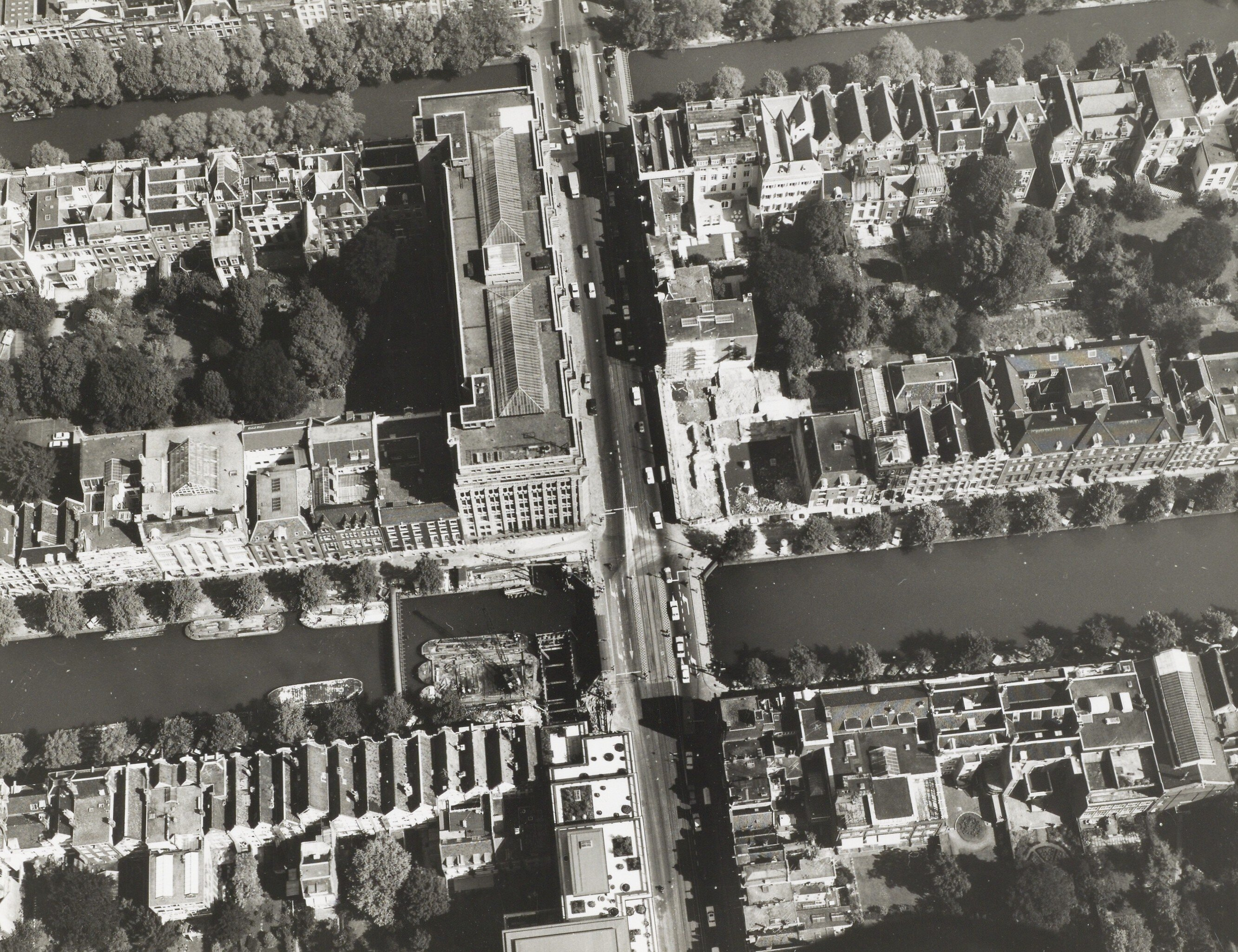
Luchtfoto van de aanleg van de 'Poentunnel', augustus 1974.
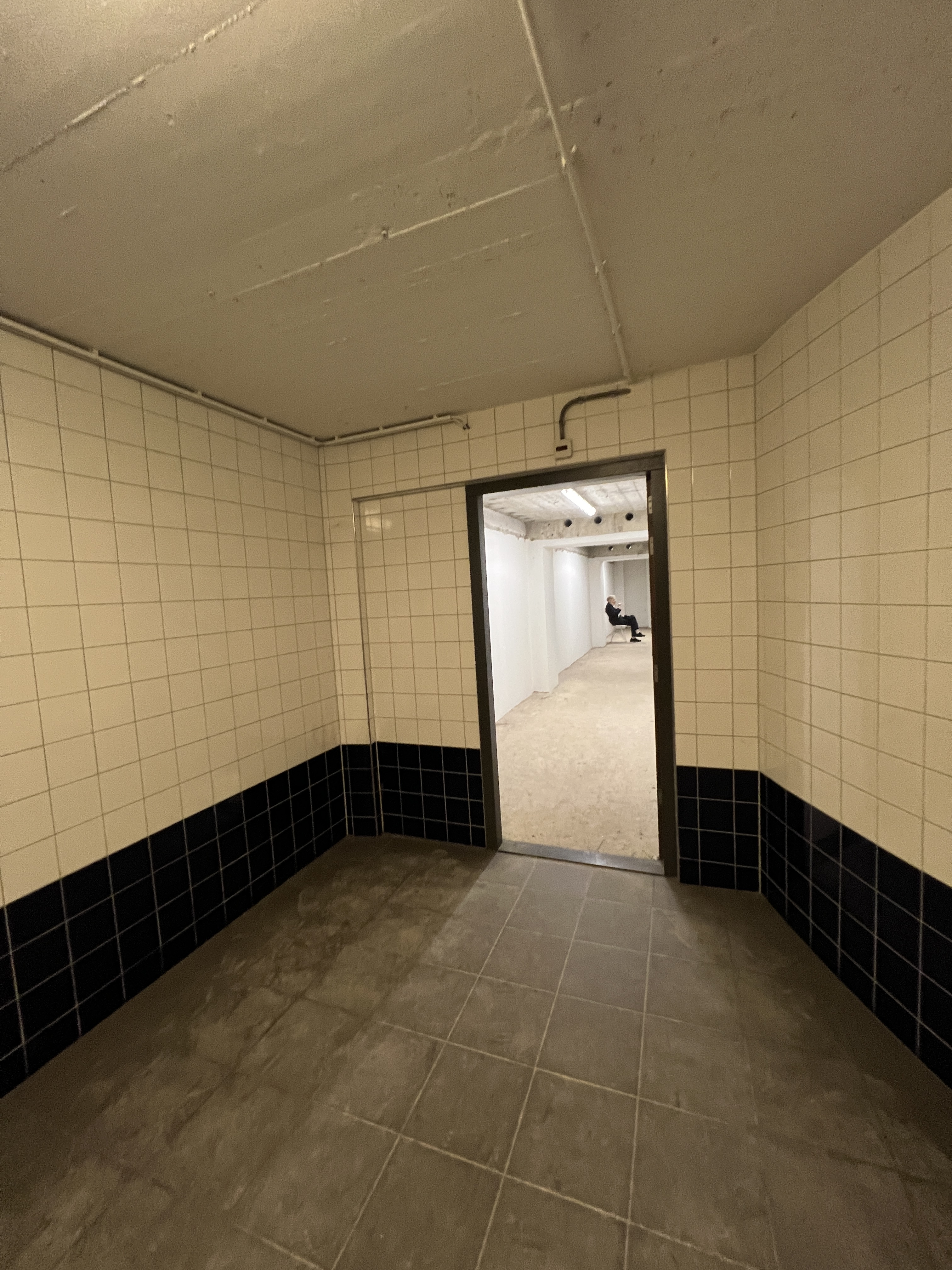
Toegang tot de 'Poentunnel' op niveau -3 van de parkeergarage van de Vijzelbank.
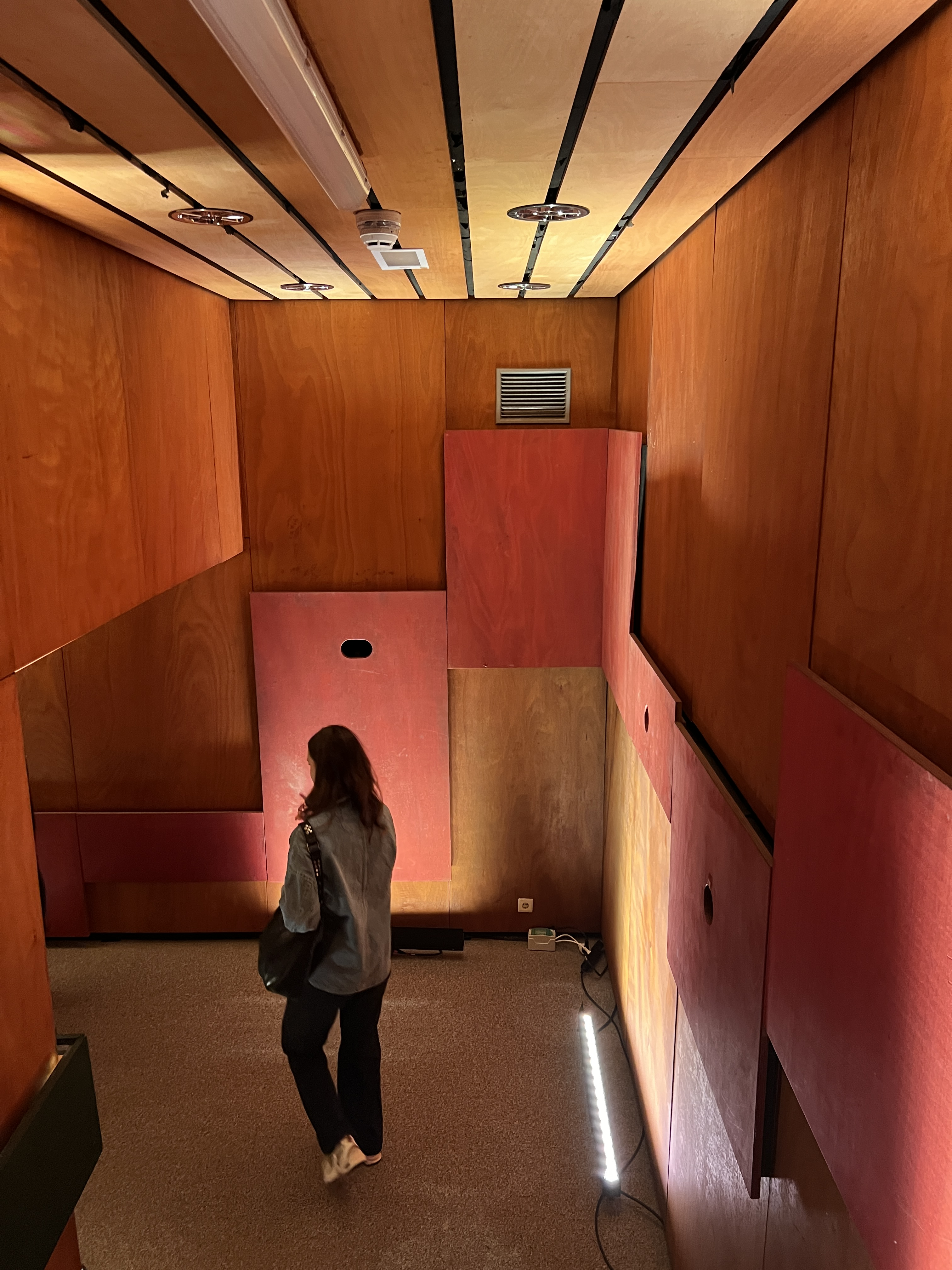
Vestibule van de tunnel.